# 野利仁栄
野利 仁栄（やり じんえい、西夏語：、? - 1042年）は、西夏の景宗李元昊に近侍した政治家・学者で、景宗の皇后である野利氏の一族である。『宋史』によれば、景宗の命により、西夏語を記述するための西夏文字を作成した。西夏文字は1036年（大慶元年）または1038年（大慶3年）に約6000文字が公布された。ただし、文字の作成は野利仁栄の独力で行われたのではなく、原案を作成したのは野利遇乞であり、野利仁栄は野利遇乞の原案を改良したのだとの見方もある（zh:西夏文では「野利遇乞創造的」と書かれている）。死後、富平侯に封じられ、1162年（天盛14年）には仁宗から広恵王の位を追贈された。